# 양양성 공방전
양양 공방전 또는 양양 및 번성 전투(중국어 간체자: 襄樊之战, 정체자: 襄樊之戰)는 1268년부터 1273년까지 후베이성 샹양 시를 중심으로 원과 남송이 벌인 일련의 전투를 지칭한다.

## 배경
당시 몽골에서는 막 계승전쟁이 끝나고 쿠빌라이가 집권한 상태이며, 남송제국정부는 가사도의 농간으로 인해 아수라장이 되어있었다. 쿠빌라이는 바얀과 수베에테이의 손자 아주의 전폭적인 지지를 받고 아주를 총대장으로 하여 10만대군으로 번성, 양양성을 포위하게 하면서 전투가 시작되었다.

## 결과 및 영향
양양성의 함락으로 남송의 대몽항쟁전선은 사실상 무너지면서 결국은 파죽지세로 성을 함락시키는 몽골군에 남송정부가 항복을 하면서 남송은 멸망하고 처음으로 이민족이 중국전체를 지배하게 되었다. 또한 남송 망명정부도 결국은 해상에서 최후를 맞이하게 되었다.